# World Without End (livro)
World Without End (Um Mundo sem Fim (título em Portugal) ou Mundo sem Fim (título no Brasil)) é um romance britânico de ficção histórica, escrito por Ken Follett e publicado em 9 de outubro de 2007. Esta é a sequência do livro Os Pilares da Terra; a ação decorre na mesma cidade, Kingsbridge, mas cerca de 200 anos depois. Os personagens são os descendentes do primeiro romance.

## Sinopse
A história começa na ficcional cidade de Kingsbridge, no ano de 1327. Quatro Crianças - Caris, Gwenda e os irmãos Merthin e Ralph - deixaram rapidamente a Catedral de Kingsbridge, depois da missa em homenagem ao Dia de Todos os Santos, em direção a uma floresta. Quando lá chegam presenciam um duplo assassinato, sobre o qual decidem fazer um pacto de silêncio.

## Adaptação televisiva
Em 2012 foi lançada uma adaptação televisiva deste romance, produzida pela Tandem Communications, Scott Free Productions, Take 5 Productions e Galafilm e adaptada por John Pielmeier.